# 贝恩斯多夫 (包岑县)
贝恩斯多夫（德語：Bernsdorf，發音：[ˈbɛʁnsˌdɔʁf] ⓘ，發音：[ˈnʲɛdʒixɔf]）是德国萨克森州包岑县的城市，面积59.87平方千米，2023年12月31日人口为6,257人。